# Adolphe Fischer
Adolphe Fischer   (Ueckermünde, 23 de juny de 1827 - Breslau, 7 de desembre de 1893) fou un compositor i organista alemany.
Als disset anys entrà com a corista en l'Òpera de Berlín i després assistí els cursets de l'Institut Reial de Música d'església de la mateixa ciutat, essent anomenat el 1847 organista de l'església de la Trinitat i el 1848 de la de Sant Joan de Berlín. Després perfeccionà els seus estudis amb els mestres Eduard Grell i Carl Friedrich Rungenhagen; fou director de la Singakademie de Frankfurt, i a partir del 1870 desenvolupà la plaça d'organista de Santa Isabel de Breslau, ciutat en la qual fundà el 1880 un conservatori. Organista de primer ordre, també va compondre obres orquestrals i vocals.